# Shandon Baptiste
Shandon Harkeem Baptiste, född 8 april 1998 i Grenada, är en grenadisk fotbollsspelare som spelar för Luton Town.

## Klubbkarriär
Den 6 juli 2024 värvades Baptiste av Luton Town.

## Landslagskarriär
Baptiste debuterade för Grenadas landslag den 25 oktober 2017 i en 5–0-förlust mot Panama.